# Nemognatha apicalis
Nemognatha apicalis là một loài bọ cánh cứng trong họ Meloidae. Loài này được LeConte miêu tả khoa học năm 1853.